# Joey Graham
Joseph (Joey) Graham (Wilmington, Delaware, 11 de junio de 1982) es un exjugador profesional de baloncesto.

## Carrera
Tras un gran año sénior en la Universidad de Oklahoma State, Graham fue seleccionado por Toronto Raptors en la 16.ª posición del Draft de la NBA de 2005. Comenzó su temporada rookie como titular en los Raptors, jugando como alero y teniendo la difícil tarea en cada partido de emparejarse con estrellas como Kobe Bryant, Antawn Jamison o LeBron James. Tras cinco partidos de liga, fue sustituido en la titularidad por el experimentado Morris Peterson. Finalmente, en su año rookie promedió 6.5 puntos por partido. En su segunda campaña sus prestaciones fueron similares, con 6.4 de promedio anotador en 79 encuentros.
Joey tiene un hermano gemelo llamado Stephen, también profesional del baloncesto. Ambos atendieron a la secundaria Brandon High y a Central Florida por los primeron dos años universitarios, antes de cambiarse a la Universidad de Oklahoma State.
En septiembre de 2009 se comprometió con Denver Nuggets. El 30 de julio de 2010 fichó por Cleveland Cavaliers.

## Estadísticas de su carrera en la NBA

### Temporada regular
| Año     | Equipo    | PJ  | PT | MPP  | %TC  | %3P  | %TL  | RPP | APP | ROB | TPP | PPP |
| ------- | --------- | --- | -- | ---- | ---- | ---- | ---- | --- | --- | --- | --- | --- |
| 2005–06 | Toronto   | 80  | 24 | 19.8 | .478 | .333 | .812 | 3.1 | .8  | .5  | .2  | 6.7 |
| 2006–07 | Toronto   | 79  | 21 | 16.7 | .495 | .290 | .840 | 3.1 | .6  | .4  | .1  | 6.4 |
| 2007–08 | Toronto   | 38  | 3  | 8.7  | .434 | .667 | .844 | 1.8 | .4  | .1  | .0  | 3.6 |
| 2008–09 | Toronto   | 78  | 10 | 19.8 | .481 | .188 | .825 | 3.7 | .6  | .4  | .2  | 7.7 |
| 2009–10 | Denver    | 63  | 18 | 12.0 | .520 | .154 | .740 | 2.0 | .3  | .4  | .1  | 4.2 |
| 2010–11 | Cleveland | 39  | 8  | 15.0 | .458 | .300 | .806 | 2.2 | .5  | .2  | .2  | 5.2 |
| Total   | Total     | 377 | 84 | 16.2 | .483 | .300 | .815 | 2.8 | .5  | .4  | .1  | 5.9 |

### Playoffs
| Año     | Equipo  | PJ | PT | MPP  | %TC  | %3P  | %TL  | RPP | APP | ROB | TPP | PPP |
| ------- | ------- | -- | -- | ---- | ---- | ---- | ---- | --- | --- | --- | --- | --- |
| 2006–07 | Toronto | 6  | 3  | 18.2 | .286 | .000 | .800 | 3.3 | .3  | .7  | .0  | 2.7 |
| 2007–08 | Toronto | 2  | 0  | 1.0  | .000 | .000 | .000 | .0  | .0  | .0  | .0  | .0  |
| 2009–10 | Denver  | 4  | 0  | 7.3  | .588 | .333 | .600 | 2.5 | .0  | .5  | .2  | 6.0 |
| Total   | Total   | 12 | 3  | 11.7 | .400 | .200 | .700 | 2.5 | .2  | .5  | .1  | 3.3 |